# تونی مک‌کوای
تونی مک‌کوای (انگلیسی: Tony McQuay؛ زادهٔ ۱۶ آوریل ۱۹۹۰) یک دونده اهل ایالات متحده آمریکا است. وی در مسابقات کشوری و بین‌المللی در مجموع برندهٔ ۵ مدال طلا، ۲ مدال نقره شده‌است.